# حسن آذرفر
حسن آذرفر سرهنگ ستاد نیروی زمینی ارتش (۱۳۱۲، بروجرد – ۱۳۶۲، تهران) اهل ایران و از اعضای سازمان مخفی نظامی حزب توده ایران بود.
آذرفر در ماه اسفند ۱۳۶۱ به همراه سایر اعضای حزب توده بازداشت و بعد از ۱۲ ساعت به همراه دیگر اعضای خانواده‌اش به سلول‌های انفرادی اوین انتقال یافت و ۲۰ روز تحت شکنجه و بازجویی قرار گرفت. در فاصله هر دو «تعزیر» او را با چشم بسته، در گوشه‌ای از راهرو می‌انداختند و او، حتی در حالی که از شدت شکنجه، با بیهوشی فاصله‌ای نداشت، با صدایی آمیخته به ناله می‌گفت: «من فرزند زحمتکشانم و تا دم آخر با مردم می‌مانم!»
حسن آذرفر در سال ۱۳۶۲/۱۲/۸ در اوین اعدام گردید.